# Abutilon fuscicalyx
Abutilon fuscicalyx är en malvaväxtart som beskrevs av Oskar Eberhard Ulbrich. Abutilon fuscicalyx ingår i släktet klockmalvor, och familjen malvaväxter. Inga underarter finns listade i Catalogue of Life.